# عقد مروحي

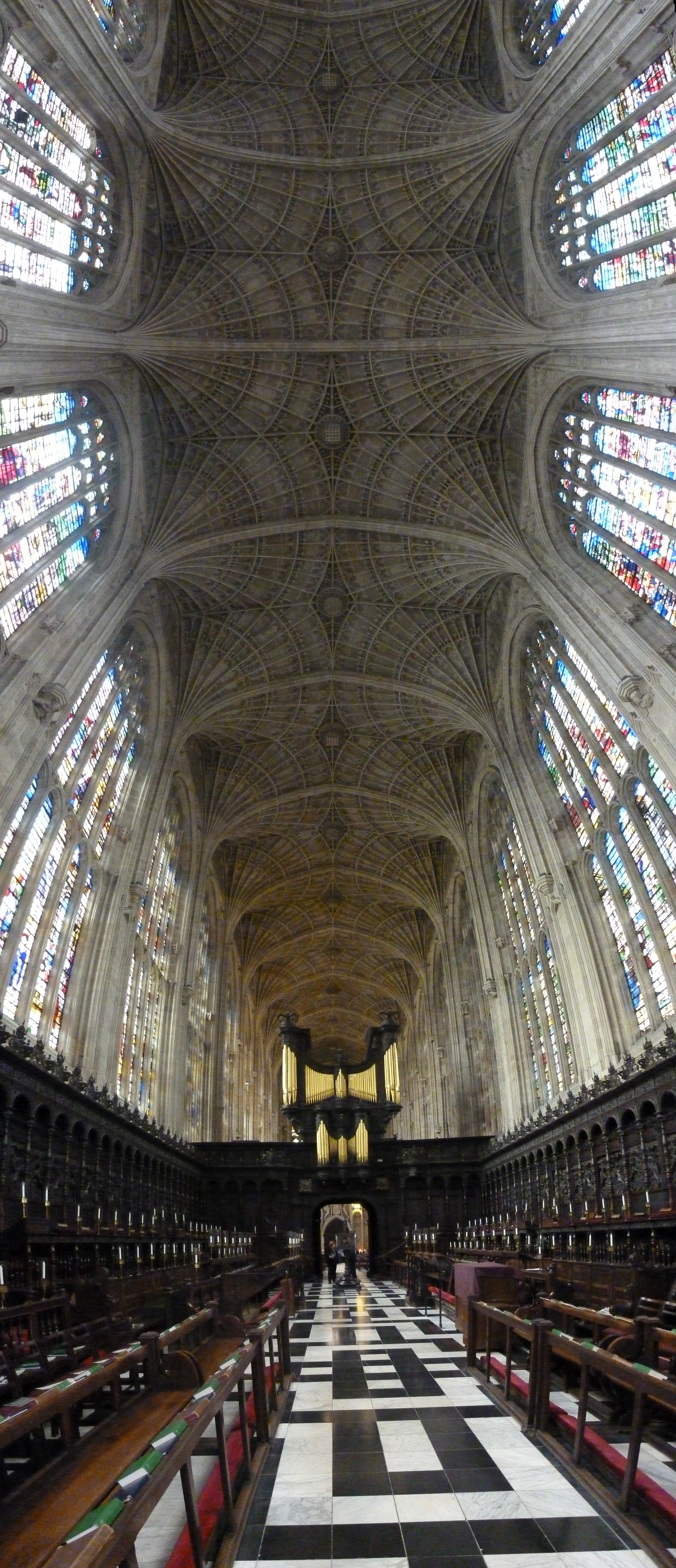
أكبر عقد مروحي في العالم في كنيسة كلية الملك، كامبريدج.

العقد المروحي هو شكل من أشكال العقود المستخدمة في الطراز القوطي، وتكون أضلاعه كلها بنفس الانحناء والتباعد بطريقة تشبه المروحة. ويرتبط بشدة بدء وانتشار هذا العنصر التصميمي المعماري مع إنجلترا. أقرب مثال يعود إلى عام 1351, يمكن رؤيته في أديرة كاتدرائية غلوستر. أكبر عقد مروحي في العالم يمكن رؤيته في كنيسة كلية الملك، كامبريدج.

## بداية ظهور العقد المروحي
يرجع تطور العقد المروحي إلى غلوستر بين عامي 1351:1377, مع أقرب مثال معروف وباقي هو رواق الدير الشرقي في كاتدرائئية غلوستر. افترض جون هارفي في 1978 أن الدير الشرقي تم الانتهاء منه على يد توماس دو كامبريدج (أو توماس دو سانت بروج) من جامعة كامبريدج، غلوسترشير، والذي غادر عام 1364 للعمل في كاتدرائية هارفورد. وتمت الأجزاء الثلاثة الأخرى من الدير عام 1381 تحت إشراف روبرت ليزنغهام. كما توجد العديد من الأمثلة الأخرى للعقود المروحية البدائية في الدير، مما يدل على نشاط العديد من أعمال البناء الرئيسية في القرن ال14 في تلك المنطقة، والتي استخدمت العقد المروحي في العديد من الأعمال المعمارية والتصميمية.

## التركيب
أضلاع العقد المروحي تتساوى في الانحناء والتباعد حول المحور المركزي العمودي، وتشكل شكلاً مخروطياً جميلاً يحقق هذا الاسم. بين التسلسلات المخروطية، أركان المسطح المركزي تكون فارغة، وفقاً لليدي (1980), وتطور العقد المروححي في إنجلترا على عكس فرنسا وغيرها من مراكز العمارة القوطية؛ وذلك بسبب الطريقة الإنجليزية في انحناء ضلع العقد. في الضلع المخروطي الإنجليزي، توضع دورات عمودية على الضلع، بينما توضع في فرنسا وكأنها متعامدة مع الجدران.